# Легкі вантажні автомобілі

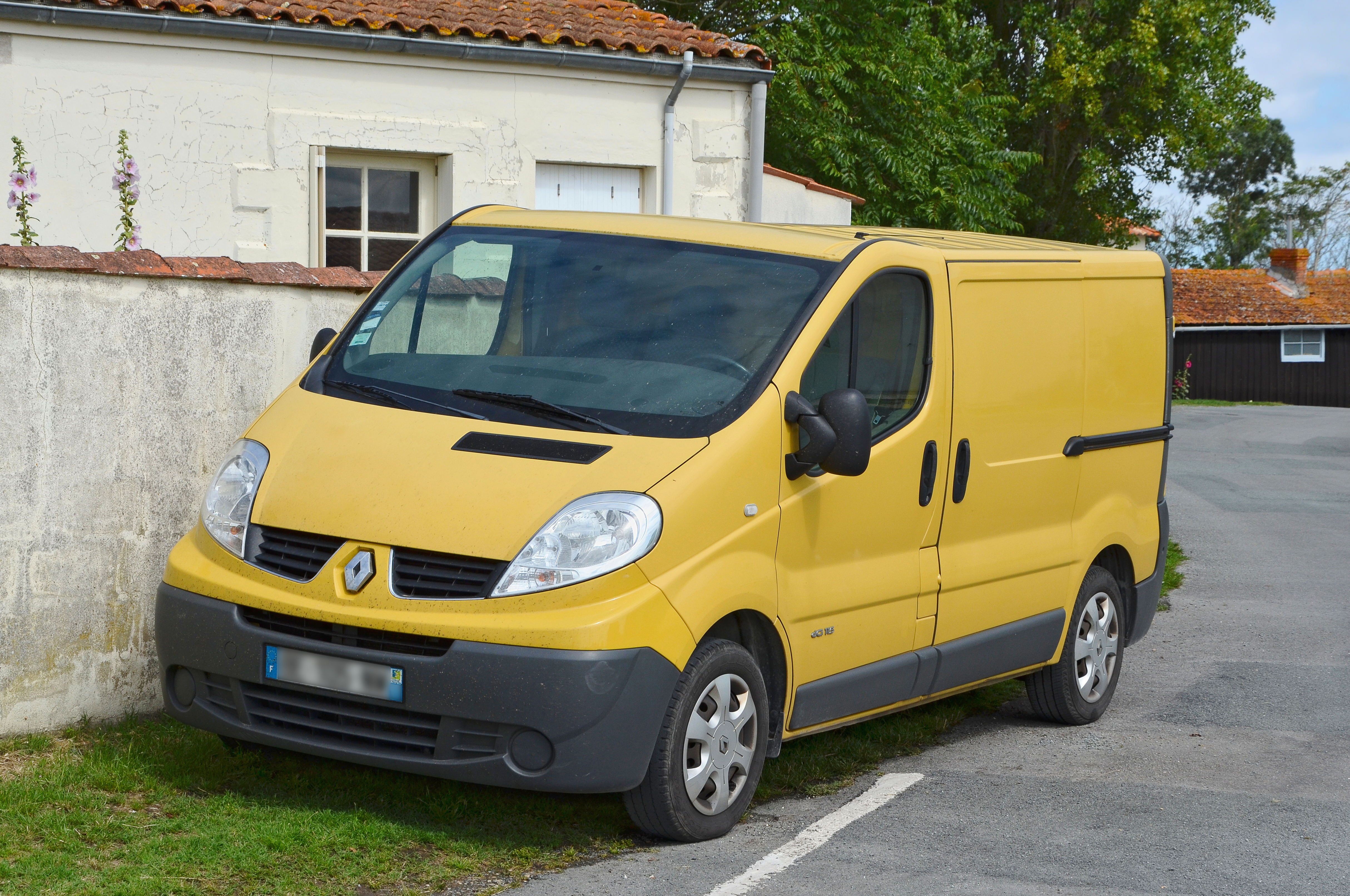
2006 Renault Trafic, також відомий як Opel/Vauxhall

Легкий комерційний транспортний засіб (англ. Light commercial vehicle, LCV) у Європейському Союзі, Австралії та Новій Зеландії — це комерційний транспортний засіб із повною масою транспортного засобу не більше 3,5 тонн. До категорії легких комерційних транспортних засобів належать пікапи, фургони та триколісні транспортні засоби – усі комерційні вантажні та пасажирські транспортні засоби. Концепція LCV була створена як компактна вантажівка, зазвичай оптимізована для високої міцності, низької експлуатаційної вартості, потужних, але економічних двигунів і використання у внутрішньоміських перевезеннях.

## Приклади

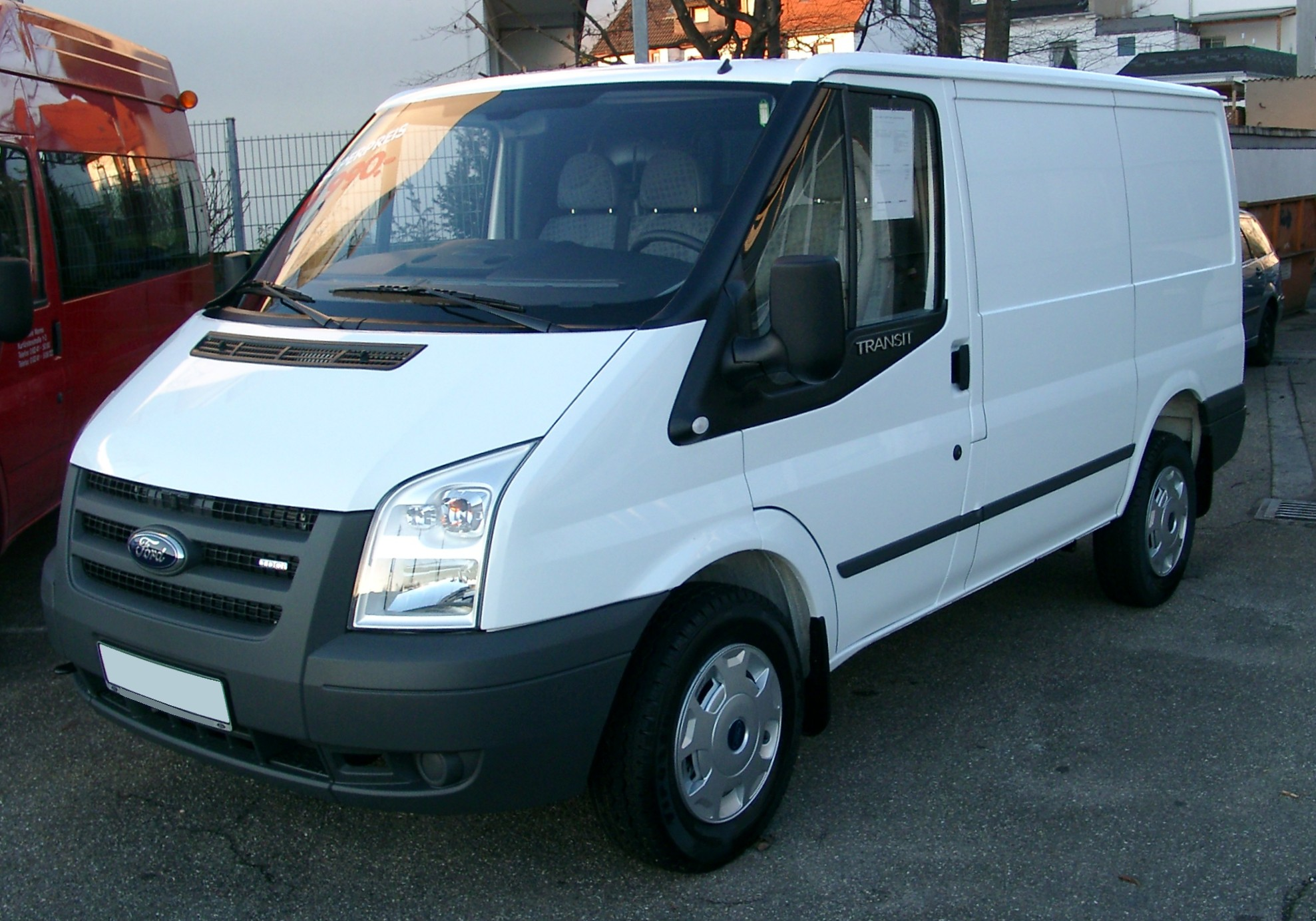
Ford Transit 2007 року випуску

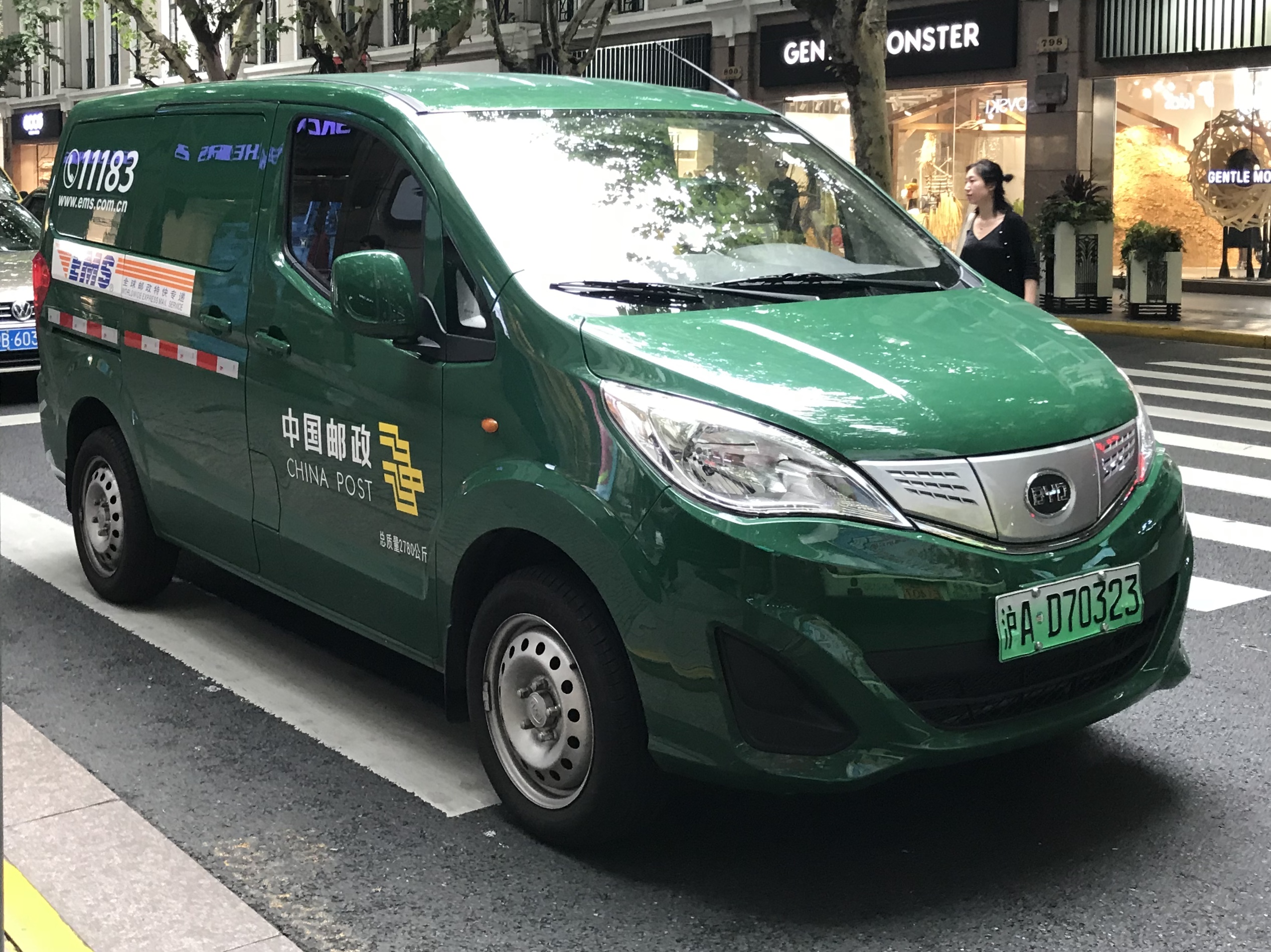
BYD T3

Citroën
- Jumper
- Jumpy
- Berlingo
- Nemo

Fiat
- Ducato
- Doblò
- Scudo
- Fiorino

Mercedes-Benz
- Sprinter
- Vito

Toyota
- HiAce
- LiteAce
- ProAce
- TownAce

Volkswagen
- Caddy
- Transporter

## В Україні
В Україні до управління легким вантажним автомобілем (до 3,5 тонн) допускаються водії із посвідченням категорії "B". На ці транспортні засоби розповсюджуються ті ж обмеження швидкості та вимоги, що й на звичайні легкові автомобілі. 

## Канали збуту
Всю перераховану легку комерційну техніку реалізують через дилерські мережі. Зазвичай автодилер має франшизу на продаж автомобілів виробника, а LCV продають як доповнення. Винятками є Mercedes-Benz, який має спеціальну мережу комерційних автомобілів для важких і легких комерційних автомобілів, Volkswagen, чиї франчайзингові дилери зазвичай мають автономні центри фургонів, Iveco та Isuzu Truck. Isuzu Truck продає комерційні автомобілі загальною масою до 18 тонн[прояснити: ком.], а Iveco продає свій асортимент важких вантажівок із фургоном Daily, щоб доповнити це.[прояснити: ком.]

## Дивіться також
- Покращений екологічно чистий автомобіль
- Класифікація вантажних автомобілів